# Саватије Грбић
Саватије М. Грбић (30. јул 1868 — 18. фебруар 1915) био је учитељ, писац за децу, преводилац и етнограф, дао је значајан допринос српској просвети и науци крајем 19. и почетком 20. века.

## Биографија
Рођен је у Ивањици, 30. јула 1868. године. Након школовања, ступио је на дужност учитеља и велики део свога живота посветио је учитељском позиву, те писању за децу и превођењу. Службовао је широм Србије, а пуних тринаест година био је на учитељској дужности у Бољевцу. У том периоду (од 1898. до 1911) једно време је био и управитељ бољевачке школе. Поред примарног занимања, активно је прикупљао изузетно богату етнографску грађу која је, данас, од кључног значаја за познавање традиционалне културе Црноречја. Сарадња са Тихомиром Ђорђевићем изродила је две књиге изразито етнографског карактера. Умро је 18. фебруара 1915. у Штипу.

## Опус
Написао је и приредио неколико књига за децу и омладину: Ђачка песмарица са декламацијама за ученике I и II разреда основне школе — по програму уредио Саватије М. Грбић (1894), Смиље — књига за омладину са сликама/саставио Саватије М. Грбић (1902), Даница — књига за децу / саставио Саватије М. Грбић (1903), Младост — књига за децу / саставио Саватије М. Грбић (1904), Анђелак — кратка проза/саставио С. Грбић (1906), У часу одмора — књига за децу са сликама/саставио С. Грбић(190?), Најбољи друг — књига за децу/приредио С. Грбић (1908).
Добро познавање руског језика подстакло је преводилачки рад. Наиме Саватије Грбић превео је са руског књиге за децу и омладину Индијске приповетке (1908), Анђео хранитељ (1908) и дуго година био сарадник часописа за децу Споменик као преводилац са руског.
Идеју, план и упутство за сакупљање и описивање етнографског материјала из Бољевца и околних села, Грбић је добио од др Тихомира Р. Ђорђевића. Након дугогодишњег теренског рада, објављене су две књиге: Српски народни обичаји из среза бољевачког СЕЗ, књига 14, Српска краљевска академија, Београд 1909. и Српска народна јела и пића из среза бољевачког СЕЗ, књига 32, Српска краљевска академија, Београд 1925. (Описани још 1911. године).